# Feminist Sweepstakes
Feminist Sweepstakes è il secondo album in studio del gruppo dance-punk statunitense Le Tigre. È il primo disco della band con JD Samson, entrata nella formazione per sostituire Sadie Benning.

## Tracce
1. LT Tour Theme – 2:47
2. Shred A – 2:46
3. Fake French – 2:53
4. FYR – 3:15
5. On Guard – 3:30
6. Much Finer – 2:33
7. Dyke March 2001 – 4:37
8. Tres Bien – 3:08
9. Well, Well, Well – 4:19
10. TGIF – 3:18
11. My Art – 2:01
12. Cry for Everything Bad That's Ever Happened – 2:41
13. Keep on Livin' – 3:10

## Classifiche
- 2001 - U.S. Billboard Top Independent Albums - #43